# Olympia-Stadion
Olympia-Stadion – stadion w Niemczech, w kraju związkowym Badenia-Wirtembergia, w powiecie Biberach, w mieście Laupheim. Otwarty w 1927, należący do klubu piłkarskiego Olympia Laupheim. Mieści 4 000 widzów.
W 1966 został odnowiony, zadaszono trybunę na ok. 800 miejsc siedzących  